# Коваль Ярослав Григорович
Ярослав Григорович Ковáль (* 31 липня 1958, Ужгород) — український дипломат, Надзвичайний і Повноважний Посол України. 
Перекладач художньої літератури з французької, член Національної спілки письменників України (творче об'єднання перекладачів).

## Біографія
Народився 31 липня 1958 року в Ужгороді. З 1960 р. мешкає в Києві. 
У 1980 році закінчив Київський державний університет ім. Тараса Шевченка, факультет романо-германської філології. Кандидат філологічних наук.
З 1978 по 1979 стажувався у Гренобльському університеті ім. Стендаля.
З 1980 по 1993 — викладач, доцент факультету романо-германської філології Київського університету ім. Тараса Шевченка. У 1988 стажування у Гренобльському університеті ім. Стендаля.
У 1993 році вступає на дипломатичну службу. У 1993-2003 рр. працював у Постійному представництві України при Відділенні ООН та інших міжнародних організаціях у Женеві (Швейцарія), потім радником, завідувачем відділу країн Західної Європи управління Європи та Америки в Міністерстві закордонних справ України, радником Посольства України у державах Бенілюкс, начальником 2-го територіального управління МЗС України.
З 2003 по 2006 — радник-посланник Посольства України у Франції.
У 2006–2008 — Посол України в Королівстві Бельгія і Великому Герцогстві Люксембург за сумісництвом. Почесний член Королівського Галльського клубу літератури й мистецтв Бельгії.
У 2008-2011 — директор департаменту Державного протоколу, потім директор 5-го територіального департаменту в Міністерстві закордонних справ України.
У 2011-2019 — Посол України в Королівстві Марокко.
11-14 жовтня 2012 — офіційний представник України на XIV саміті Міжнародної організації франкофонії (Кіншаса, Демократична Республіка Конго).
У 2019-2023 — Посол з особливих доручень Міністерства закордонних справ України.
Має ранг Надзвичайного і Повноважного Посла України.

## Науково-методичні праці
«Теорія і практика перекладу. Французька мова» (у співавторстві з проф. Олександром Чередниченком).
1-е видання — Київ: Видавництво Київського університету «Либідь», 1991; 2-е видання — Київ: Либідь, 1995.

## Переклади
Оповідання
- Ромен Ґарі «Поговоримо про героїзм», «На Кіліманджаро все гаразд», «Декаданс». Київ: журнал Всесвіт, № 3, 1983 р., № 2, 1987 р.
- Франсуаза Саган «Ніч собаки». Київ: журнал Всесвіт, № 1, 1984 р.
- Ерве Базен «Нічого не трапляється». Київ: журнал Всесвіт, № 2, 1984 р.

Інші жанри
- Ремон Кено. «Вправи зі стилю» (фр. Exercices de style[fr]) (спільно з Юрієм Лисенком — Юрком Позаяком). Львів: Літературна агенція «Піраміда», 2006.

Романи
- Патрік Модіано «Неділі в серпні» (фр. Dimanches d'août[fr]) (спільно з Вадимом Карпенком). Київ: журнал Всесвіт, № 2, 1989 р.
- Ален Робб-Грійє. «Джін, або Червона калюжа на розбитій бруківці» (фр. Djinn ou Un trou rouge entre les pavés disjoints). Київ: журнал Всесвіт, № 7, 1992 р.
- Теодор Денк (Богдан Феденко). «Таорміна» (фр. Taormina). Київ: журнал Всесвіт, № 3-4, 1995 р.
- Ремон Кено. «Зазі в метро» (фр. Zazie dans le métro[fr]). У кн.: Ремон Кено. Зазі в метро. Вправи зі стилю. Харків: видавництво «Фоліо», 2015. Книжка здобула спеціальну відзнаку журі  премії «Сковорода» (2015 р.) за найкращий переклад з французької на українську.
- Патрік Модіано. «У кафе втраченої молодості» (фр. Dans le café de la jeunesse perdue[fr]). Харків: видавництво «Фоліо», 2015. Спеціальна відзнака журі  премії «Сковорода» (2016 р.) за найкращий переклад з французької на українську.
- Патрік Модіано. «Щоб не загубитися у місті» (фр. Pour que tu ne te perdes pas dans le quartier[fr]). Київ: Видавництво Жупанського, 2017.
- Патрік Модіано. «Нічна трава» (фр. L'Herbe des nuits[fr]). Харків: видавництво «Фоліо», 2017.
- П'єр Леметр. «Три дні й життя» (фр. Trois jours et une vie[fr]). Харків: видавництво «Фоліо», 2019.
- Жан-Крістоф Рюфен. «Довколосвітні мандри короля Зібеліна[fr]» (фр. Le tour du monde du roi Zibeline). Київ: Видавництво Жупанського, 2020.
- Луї-Фердінан Селін. «Феєрія для іншого разу» (фр. Féerie pour une autre fois[fr]). Київ: Видавництво Жупанського, 2023.
- Андре Жід. «У льохах Ватикану» (фр. Dans les caves du Vatican). Київ: Видавництво Жупанського (заплановано на 2025 рік).
- Франсуа Моріак. «Фарисейка» (фр. La Pharisienne[fr]) Київ: Видавництво Жупанського (готується до видання).
- Ален Роб-Ґріє. Джін, або Червона калюжа на розбитій бруківці (фр. Djinn ou Un trou rouge entre les pavés disjoints). Ґумки (фр. Les Gommes). В лабіринті (фр. Dans le labyrinthe). Романи.  Київ: Видавництво "Ще одну сторінку" (готується до видання).